# Рагби
Ра́гби (Регби, англ. Rugby) — город в графстве Уорикшир Англии, административный центр района (боро) Рагби.
Город расположен на реке Эйвон, в 21 км к востоку от Ковентри.
Рагби обязан своей известностью фешенебельной частной школе, основанной в 1567 году на средства купца Лоуренса Шериффа. В этой школе впервые появилась игра регби, названная в её честь.
Сам город потерял свой прежний патриархальный облик в XIX веке в связи с превращением в значимый железнодорожный узел. Ещё в викторианскую эпоху было налажено производство цемента и турбин.
Кроме частной школы Рагби стал известен миру благодаря лаборатории Томсона-Хоустона, в которой работал профессор Лондонского колледжа Деннис Габор. Здесь у ученого появилась идея голографического метода, когда он работал над усовершенствованием электронного микроскопа.